# Тамбейский район
Тамбе́йский райо́н (Северо-Ямальский) — район в 1944—1946 гг. на территории северной части Ямальского района современной Тюменской области России. Центр — посёлок Тамбей. В состав района вошли три сельсовета: Нейтинский, Тамбейский, Тиутейский.
Организован на основании Указа Президиума Верховного Совета РСФСР от 10 августа 1944 года.
14 августа 1944 г. в образованную Тюменскую область из Омской области был передан район в составе Ямало-Ненецкого округа.
Упразднён Указом Президиума Верховного Совета РСФСР от 4 июня 1946 г. Территория возвращена в состав Ямальского района.

## Предыстория
В декабре 1929 года Тобольский комитет Севера принял постановление «Об организации Северо-Ямальского районного исполкома».
В постановлении бюро Ямальского (Ненецкого) окружкома ВКП(б) «О новом районировании округа» от 11 июня 1936 предлагалось создать новый северный Ямальский район из трёх сельсоветов: Тамбейского, Тиутейского и Нейтинского с центром в фактории Тамбей.
Исполнение планов осуществилось в 1944 году, в рамках разукрупнению административно-территориальных единиц и после событий на полуострове Ямал, известных под названием «Мандала-43».; 

## Экономика
Действовали 8 колхозов: «Новый путь» (пред. Х. Хоротэтто), «Нэрден» (В. Сэротэтто), «Новая заря» (С. Окотэтто), «Нарья — на Нгэрм» (Н. Окотэтто), «Красный охотник», «Наша жизнь», «Нарьяна — Нумги», «Красный октябрь». .